# Elecciones generales de Austria de 1966
Las elecciones parlamentarias de Austria fueron realizadas el 6 de marzo de 1966.
El resultado fue la victoria del Partido Popular Austríaco (ÖVP), el cual ganó 85 de los 165 escaños. La participación electoral fue de un 93.8%.  A pesar de que el ÖVP tenía los escaños suficientes para gobernar de manera individual, el líder del ÖVP y Canciller Josef Klaus quiso inicialmente continuar con la gran coalición con el Partido Democrático Social de Austria (SPÖ) que había gobernado desde 1945.  Cuándo las mesas de diálogo por la continuidad de la coalición fracasaron, Klaus formó un gabinete con ministros exclusivamente pertenecientes al ÖVP, siendo el primer gobierno de la Segunda República en gobernar bajo un solo partido.

## Resultados
|                         |                                          |           |      |         |       |
| Partido                 | Partido                                  | Votos     | %    | Escaños | +/–   |
|                         | Partido Popular Austríaco (ÖVP)          | 2.191.109 | 48.3 | 85      | +4    |
|                         | Partido Socialdemócrata de Austria (SPÖ) | 1.928.985 | 42.6 | 74      | –2    |
|                         | Partido de la Libertad de Austria (FPÖ)  | 242.570   | 5.4  | 6       | –2    |
|                         | Partido Progresista Democrático (DFP)    | 148.528   | 3.3  | 0       | Nuevo |
|                         | Partido Comunista de Austria (KPÖ)       | 18.636    | 0.4  | 0       | 0     |
|                         | Partido Liberal de Austria               | 1.571     | 0.0  | 0       | Nuevo |
|                         | Partido Marxista-Leninista de Austria    | 486       | 0.0  | 0       | Nuevo |
|                         | Votos en blanco/nulos                    | 52.085    | –    | –       | –     |
| Total                   | Total                                    | 4.583.970 | 100  | 165     | 0     |
| Fuente: Nohlen & Stöver |                                          |           |      |         |       |